# متطلب لاوظيفي
في علوم هندسة الأنظمة وهندسة المتطلبات يعرف المتطلب اللاوظيفي على أنه متطلب يحدد معيارا يمكن من خلاله الحكم على آلية عمل نظام ما، إلا أنه لا يحدد سلوكا بعينه. على عكس المتطلب الوظيفي والذي يحدد سلوكا أو وظيفة. توضح خطة تنفيذ المتطلبات الوظيفية في تصميم النظام. في حين توضح خطة تنفيذ المتطلبات اللاوظيفية في معمارية النظام.
بشكل عام، تعرف المتطلبات الوظيفية ماذا يجب على النظام أن يفعل، بينما تعرف المتطلبات اللاوظيفية كيف يفترض أن يكون النظام. عند تعريف المتطلبات، عادة ما تكون الجمل التي تعبر عن المتطلبات الوظيفية على شكل «النظام يجب أن يفعل..» بينما تكون جمل المتطلبات اللاوظيفية على شكل «النظام يجب أن يكون..».
في كثير من الأحيان يطلق على المتطلبات اللاوظيفية اسم صفات الجودة ويمكن أن تصنف إلى نوعين رئيسين:
1. صفات الجودة التنفيذية، مثل الأمن وقابلية الاستخدام، والتي يمكن ملاحظتها أثناء التشغيل.
2. صفات الجودة التطورية، مثل قابلية الفحص والصيانة والامتداد والتوسع، وهذه تكون موجودة في هيكلية النظام الداخلية.

## أمثلة
هذه قائمة ببعض الأمثلة على المتطلبات اللاوظيفية أو صفات الجودة:
- الإتاحة
- التواجدية
- التوافق مع التشريعات
- إدارة التهيئة
- مدى الاعتماد على الجهات الخارجية
- التوثيق
- الكفاءة (مدى استهلاكه للموارد)
- الفعالية (الأداء النهائي مقارنة مع المجهود)
- العوامل النفسية
- حماية البيئة
- قابلية الامتداد
- إدارة الأخطاء
- قابلية الصيانة
- العمل البيني
- الأداء (الوقت الذي يستغرقة النظام للتجاوب)
- السعر
- الخصوصية
- الوثوقية
- المتانة
- قابلية التوسع (أفقيا وعموديا)
- قابلية الفحص
- قابلية الاستخدام
- الاستقرار
- الأمن
- قابلية الدعم
- التوافق مع مقاييس أو برمجيات أو أدوات أخرى

## قراءات أخرى
- المتطلبات
- هندسة المتطلبات
- المتطلبات الوظيفية
- قابلية الاستخدام
- قائمة مواضيع إدارة وهندسة الجودة